# آن هيونسو
آن هيونسو (Ahn Hyun-Soo) هو لاعب أولمبي لرياضة التزلج السريع للمسافات القصيرة من كوريا الجنوبية. شارك في الأولمبياد الشتوي في 2006، وفاز بما مجموعه 4 ميداليات.

## الميداليات
| ذهب | فضة | برونز | المجموع |
| 6   | 0   | 2     | 8       |

## روابط خارجية
- آن هيونسو على موقع ShortTrackOnLine.info (الإنجليزية)
- آن هيونسو على موقع اللجنة الأولمبية الدولية (الإنجليزية)
- آن هيونسو على موقع أوليمبيديا (الإنجليزية)
- آن هيونسو على موقع اللجنة الأولمبية الصينية (الإنجليزية)